# Бобіно-Велике
Бобіно-Велике (пол. Bobino Wielkie) — село в Польщі, у гміні Плоняви-Брамура Маковського повіту Мазовецького воєводства.
Населення — 167 осіб (2011).
У 1975-1998 роках село належало до Остроленцького воєводства.

## Демографія
Демографічна структура станом на 31 березня 2011 року:
|          | Загалом | Допрацездатний вік | Працездатний вік | Постпрацездатний вік |
| -------- | ------- | ------------------ | ---------------- | -------------------- |
| Чоловіки | 93      | 33                 | 51               | 9                    |
| Жінки    | 74      | 15                 | 38               | 21                   |
| Разом    | 167     | 48                 | 89               | 30                   |